# Ctenomys flamarioni
Ctenomys flamarioni és una espècie de mamífer rosegador de la família dels ctenòmids. És endèmic de la costa sud-oriental del Brasil. El seu hàbitat natural són les dunes costaneres situades en zones d'alta salinitat i vegetació pobra. Es desconeix si hi ha cap amenaça significativa per a la supervivència d'aquesta espècie. Està amenaçat per la urbanització i la degradació del seu hàbitat.
Aquest tàxon fou anomenat en honor del zoòleg brasiler Luiz Flamarion Barbosa Oliveira.